# Атлетика на Медитеранским играма 2013 — бацање диска за жене
Бацање диска у женској конкуренцији на Медитеранским играма 2013 одржано је у турском граду Мерсину 29. јуна, на Атлетском стадиону Невин Јанит.
Учествовало је 7 такмичарки из исто толико земаља. Због малог броја учесница није било квалификација него су све аутоматски учествовале у финалу.

## Земље учеснице
- Хрватска (1)
- Кипар (1)
- Француска (1)
- Италија (1)
- Србија (1)
- Шпанија (1)
- Турска (1)

## Сатница
Време (UTC+3).
| Датум        | Време | Ниво   |
| ------------ | ----- | ------ |
| 29. јун 2013 | 19:20 | Финале |

## Победнице
|                          |                          |                             |
| Сандра Перковић Хрватска | Драгана Томашевић Србија | Хрисула Анагностопулу Грчка |

## Резултати

### Финале
| Пл. | Атлетичарка           | Држава    | #1    | #2    | #3    | #4    | #5    | #6    | Резултат | Бел. |
| --- | --------------------- | --------- | ----- | ----- | ----- | ----- | ----- | ----- | -------- | ---- |
|     | Сандра Перковић       | Хрватска  | 63,78 | х     | 62,93 | 66,21 | 65,30 | х     | 66,21    |      |
|     | Драгана Томашевић     | Србија    | 58,73 | 60,40 | 59,83 | 60,94 | 61,88 | х     | 61,88    |      |
|     | Хрисула Анагностопулу | Грчка     | 52,10 | 52,03 | 51,24 | 54,60 | 51,93 | 55,01 | 55,01    |      |
| 4   | Полин Пусе            | Француска | 53,37 | х     | 51,95 | 52,85 | х     | х     | 53,37    |      |
| 5   | Сабина Асењо Алварез  | Шпанија   | 51,40 | 52,35 | 52,78 | х     | 53,10 | 53,25 | 53,25    |      |
| 6   | Андроники Лада        | Кипар     | 48,48 | х     | х     | 52,02 | х     | 51,84 | 52,02    |      |
| 7   | Лаура Бордињон        | Италија   | х     | 50,24 | 49,50 | 49,90 | 50,43 | 51,35 | 51,35    |      |